# Battaglia di Suriagehara
La Battaglia di Suriagehara è un evento bellico giapponese del 1589 nel quale si misurarono le forze del Clan Date e quelle del Clan Satake.

## Storia
Nel 1589 Date Masamune convinse Inawashiro Morikuni, un importante servitore Ashina, a ribellarsi per trarre vantaggio dal periodo di confusione creatosi internamente al clan Ashina per la successione di Ashina Morishige. Masamune guidò 23 000 uomini in direzione di Kurokawa, dove si scontrò con i 16 000 soldati guidati da Morishige a Suriagehara. 
Gli Ashina combatterono con coraggio, ma si ritirarono soltanto dopo che Date Masamune stesso guidò una carica contro i loro ranghi ormai esausti. Masamune aveva distrutto il ponte sul fiume Nitsubashi, il quale rappresentava l'unica via di fuga. Il panico crebbe tra le file Ashina e i guerrieri che non morirono annegati attraversando il fiume furono uccisi dai samurai Date.
Masamune continuò ad avanzare e conquistò facilmente il castello di Kurokawa.
Morishige scappò nelle terre dei Satake e Masamune, per un breve periodo, fu il più grande daimyō del nord.